# 트리니다드쉐브론거미
트리니다드쉐브론거미(학명: Psalmopoeus cambridgei 프살모포이우스 캄브리드게이[*])는 트리니다드섬의 고유종인 짐승빛거미과의 일종이다. 독액은 억제제 시스틴 결합 단백질로 분류되는 살모톡신(psalmotoxin)과 배닐로톡신(vanillotoxin)의 원료이다. 살모톡신은 뇌졸중 환자에게 치료제로 사용될 수 있다.

## 생김새

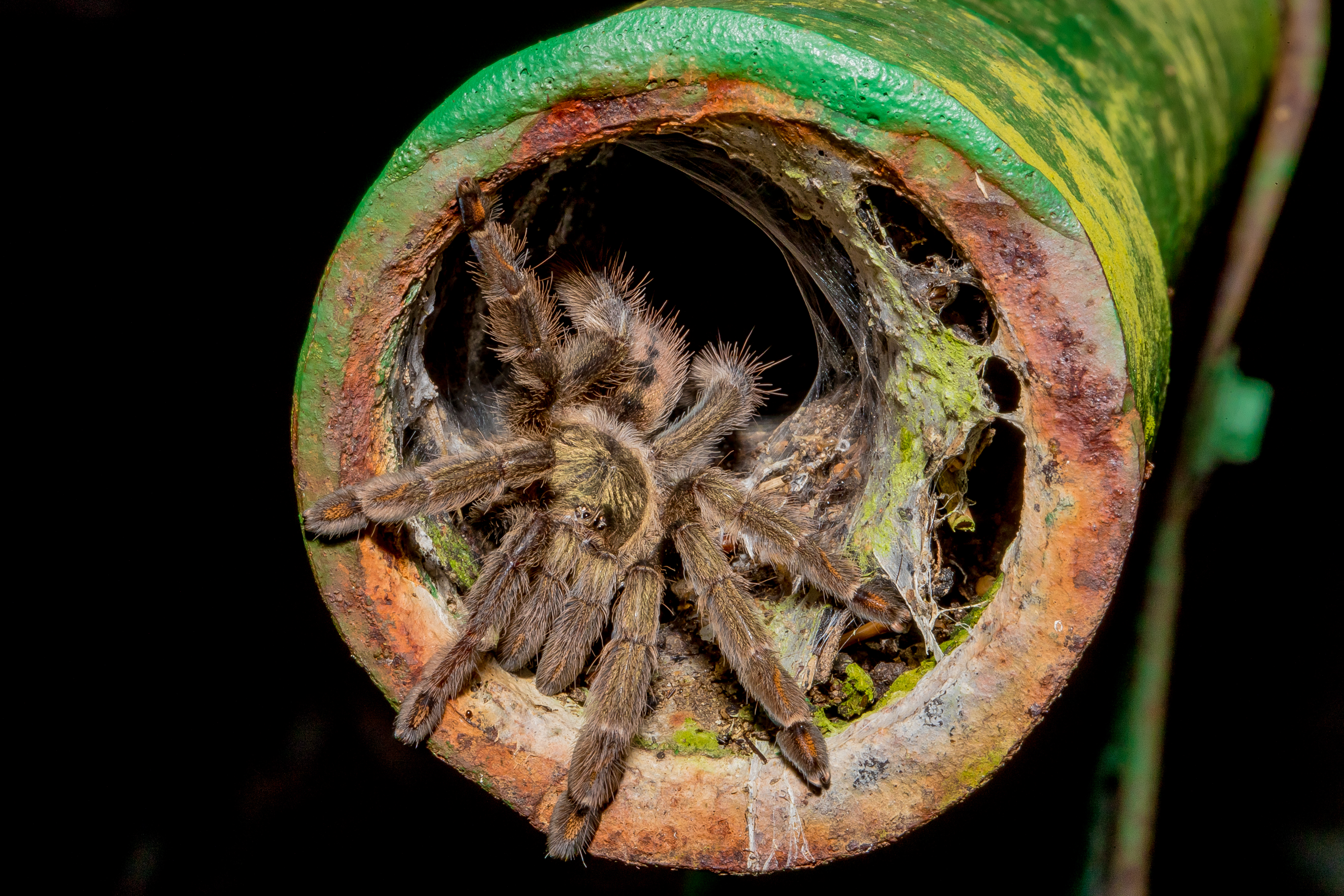

암컷은 배에 쉐브론-모양의 검은 무늬가 있으며 몸빛이 녹색과 갈색의 색조로 다양하고 다리에는 특유의 빨간색 또는 주황색 번득임이 있다. 성숙한 수컷은 더 균일한 회색 또는 갈색을 띠어 성적 이형을 보이며, 다리 길이는 평균 13cm이지만 그에 비해 몸통이 작아보인다. 수컷은 난 지 1년이 지나면 성숙한다. 암컷은 매우 크고 빠르게 자라며 다리 길이는 18cm에 달한다. 먹이를 쉽게 얻어, 적절한 주거 조건이 갖춰지면 상당히 활발하게 과시하는 매력적인 동물이 된다. 이 종의 아기 거미들은 매우 기회주의적이며 보통 흙으로 덮인 실 덮개로 숨겨진 작은 틈새에 집을 짓는다.

## 생태
이 수목성 타란툴라는 임시로 만든 실관 형태의 거미집이나 나무 틈새, 느슨한 나무껍질 뒤 또는 착생식물들 사이에서 혼자 서식한다. 트리니다드쉐브론거미는 박쥐, 개구리, 도마뱀, 메뚜기, 생쥐, 귀뚜라미 및 기타 곤충들을 사냥한다. 사육 상태에서 번식에 제약이 없다. 두 개의 실로 만든 알주머니는 일반적으로 한 번의 짝짓기에서 생성되며, 각각의 알주머니에 100~150개의 알들이 들어있다. 암커미는 알주머니를 돌려가면서 지키며, 약 6주 뒤에 알에서 아기 거미가 부화한다. 아기 거미들은 보통 1령 단계에서 흩어진다.